# Otto-Werke
Die Otto-Werke GmbH war ein deutsches Unternehmen, das zwischen 1916 und 1932 in München und Starnberg ansässig war.

## Geschichte
Gustav Otto und Josef Schrittisser gründeten die Firma am 1. Februar 1916. Bis zum Ende des Ersten Weltkrieges wurden Zündkörper für Munition, Flugzeugtransportwagen und Flugzeugteile für andere Hersteller gefertigt. Daneben führten die Otto-Werke Neubauten und Reparaturen für die Luftverkehrsgesellschaft (LVG) aus.
Nach 1919 wurden zeitweise Dampfkessel und Möbel hergestellt.

## Fahrrad- und Motorradbau
Ab 1920 wurde ein Viertaktmotor mit 1 PS (0,74 kW) Leistung entwickelt. Das Motorfahrrad Flottweg mit diesem Fahrrad-Hilfsmotor fand bei der Deutschen Reichspost ihren Hauptabnehmer. Ein Jahr später kam ein Modell mit leistungsfähigerem Motor und 2,5 PS heraus, das 1922 auch als Transportdreirad mit einer Nutzlast von 90 kg angeboten wurde.
Im Juni 1923 entstanden die ersten Motorräder mit 2 PS unter demselben Markennamen. Mit 4 PS entwickelten die Otto-Werke auch ein Lastendreirad, das die Reichspost als leichtes Servicemobil einsetzte.
Josef Schrittisser führte das Unternehmen nach dem Tod von Gustav Otto im Frühjahr 1926 allein weiter und bot die Motorräder von 1928 bis 1932 auch unter dem Namen Otto an. Der praktizierende Arzt Georg Josef Bruckmayer erwarb im September 1932 die Otto-Werke mit sämtlichen Maschinen und den Rechten an dem geschützten Namen „Flottweg“. Nach Übernahme aller Verbindlichkeiten gründete Bruckmayer im Dezember 1932 die Flottweg-Motoren-Werke.

## Automobilherstellung
Von 1923 bis 1924 wurde in Starnberg das Modell Otto Mercedes  27/85 PS gebaut. Der Motor hatte einen Hubraum von 6,75 l und leistete 85 PS (62,5 kW). Eine Quelle nennt einen Vierzylindermotor, andere einen Sechszylindermotor.
Es entstanden nur wenige Exemplare des luxuriösen Sportwagens.